# Absenkungstrichter
Als Absenkungstrichter, auch Absenktrichter bzw. Depressionstrichter, bezeichnet man in der Hydrotechnik die Form der Grundwasseroberfläche, die sich bei stationärem Betrieb eines Brunnens oder einer Grundwasserabsenkung in ungespanntem Grundwasser ausbildet. Da der Zustrom aus dem Grundwasserleiter kleiner als die Entnahmemenge ist, senkt sich der Wasserspiegel ab.